# Hector Tiberghien
Hector Tiberghien (Wattrelos, França, 19 de febrer de 1890 - Neuilly-sur-Seine, França, 16 d'agost de 1951 fou un ciclista belga que fou professional entre 1911 i 1924. El seu èxit esportiu més destacat fou la París-Tours de 1919. També destaquen les seves actuacions al Tour de França, cursa en la què finalitzà fins a cinc vegades entre els deu primers de la classificació general. El seu millor resultat en aquesta cursa fou el quart lloc aconseguit el 1923.

## Palmarès
- 1909
  - 1r a la Sedan-Brussel·les (amateur)
- 1919
  - 1r a la París-Tours

### Resultats al Tour de França
- 1912. 7è de la classificació general
- 1914. 18è de la classificació general
- 1919. Abandona (2a etapa)
- 1920. Abandona (5a etapa)
- 1921. 7è de la classificació general
- 1922. 6è de la classificació general
- 1923. 4t de la classificació general
- 1924. 10è de la classificació general